# Індустрія дозвілля
Індустрія дозвілля є бізнес-сегментом, що спеціалізується на продуктах і послугах, пов’язаних із відпочинком, розвагами, спортом і туризмом (REST).
Ця галузь досягла такого розвитку, що тепер має університетські ступені та спеціалізації, присвячені їй, такі як Школа готельного адміністрування Корнельського університету Веббера та кафедри гостинності, рекреації та менеджменту туризму Університету штату Сан-Хосе. Деякі університети також пропонують дипломи в сфері дозвілля, зокрема два з них знаходяться в Нідерландах: Університет прикладних наук Бреда та Університет прикладних наук NHL Stenden. Обидва навчальні заклади пропонують бакалаврат з міжнародного дозвілля, причому програма в NHL Stenden називається International Leisure & Events Management.